# Oeconomiska Tidningar
Oeconomiska Tidningar  var en tidning som gavs ut Uppsala 1 januari 1765 till 24 december 1765.
Tidningen gavs ut utan att ange tryckeri. Tidningen trycktes med frakturstil och kom ut en gång i veckan på tisdagar med 4 sidor i kvartoformat med 2 spalter, satsyta 17-15X13 cm och priset var 21 daler kopparmynt.
Privilegium  för tidningen meddelades 21 mars 1764 åt oeconomiæ practices professorn i Uppsala Johan Låstbom på en veckoskrift  Oeconomiska Tidningar, dock med villkor att till Kungliga Vetenskapsakademien uppgiva alla de ämnen, som passar i dess handlingar. Tidningen gavs ut av Låstbom och sedermera ekonomiprofessorn Emanuel Ekman, som jämte Låstbom sökt privilegium för denna tidning.
1774 trycktes i Uppsala hos Joh. Edman en innehållsförteckning på 4 sidor i kvartoformat med 2 spalter under titeln  Innehållet af de Oeconomiska Tidningar för År 1765.. Samtidigt anmäldes tidskriften för följande år, men den verkar trots detta inte ha utkommit.
Professor J. C. Dähnert gav ut en tysk öfversättning: Schwedisches Oeconomisches Wochen-Blatt. Tryckt i Greifswald hos A. F. Röse, 1765.